# 宗像神社 (白井市)

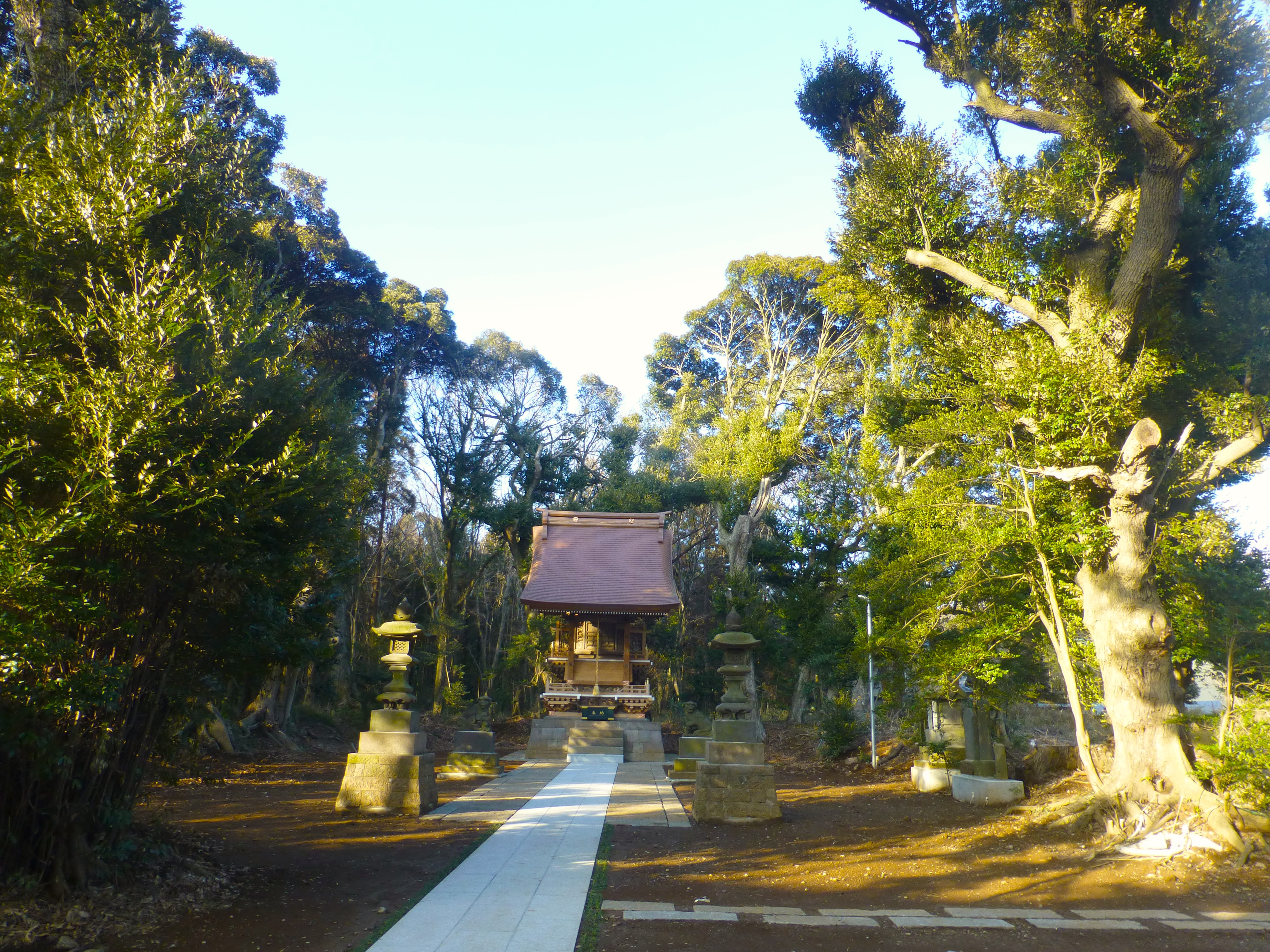
社殿

宗像神社(むなかたじんじゃ)は千葉県白井市清戸に存在する神社である。

## 祭神
- 宗像三女神
  - 田心姫神
  - 市杵島姫神

## 歴史
876年(貞観18年)の創建だと伝わる。1604年(慶長8年)と1831年(天保2年)に再建された。

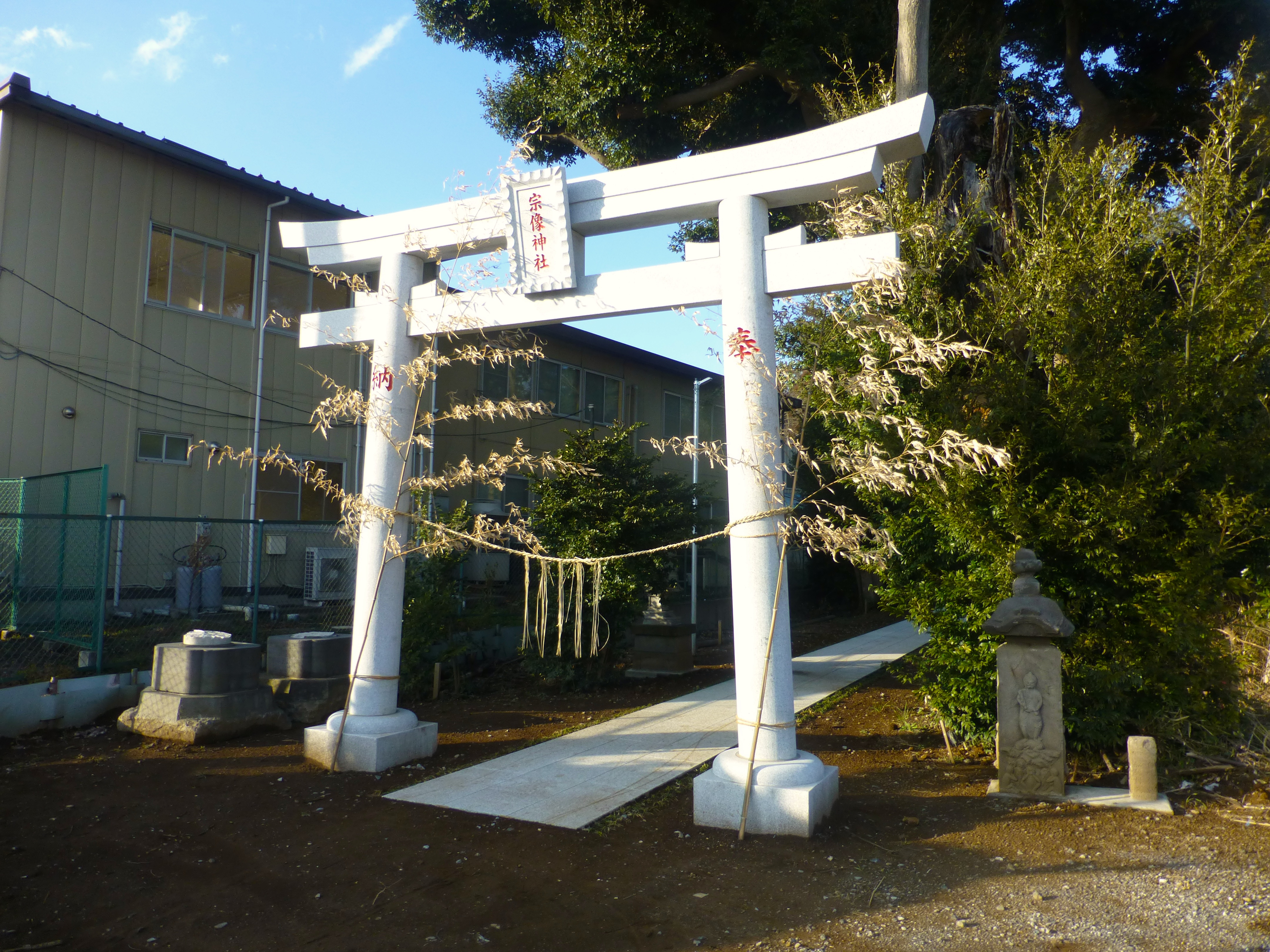
鳥居

## 概要
印旛沼の北岸台地南側周辺に多くある宗像神社の総鎮守といわれていて、当地の宗像神社の中で最古の社だといわれている。
近隣には、この地に伝わる龍伝説に纏わる薬王寺や、弁財天がある。

## 交通
千葉ニュータウン中央駅から25分